# Лежвание
Лежвание (груз. ლეჟვანიე) — село в Грузии, на территории Мартвильского муниципалитета края (мхаре) Самегрело-Верхняя Сванетия.

## География
Село находится в западной части Грузии, на левом берегу реки Чхоуши (правый приток Техури), на расстоянии приблизительно 12 километров (по прямой) к северо-западу от города Мартвили, административного центра муниципалитета.

## Население
По результатам официальной переписи населения 2014 года в Лежвание проживало 64 человека (34 мужчины и 30 женщин). В национальной структуре населения грузины составляли 100 %.
| Год  | Население, человек |
| ---- | ------------------ |
| 2002 | 0                  |
| 2014 | ↗ 64               |